# Споменик Рајку Митићу у Белој Паланци
Споменик Рајку Митићу  је споменик подигнут 27. маја 2010. године, а налази се у Белој Паланци.

## Опште информације
Дана 27. маја 2010. откривен је споменик фудбалеру Рајку Митићу испред спортске хале у Белој Паланци у присуству председника ФК Црвена звезда Владана Лукића, председника општине Бела Паланка Александра Живковића, Драгана Џајића, Владимира Петровића Пижона као и великог броја људи. Аутор споменика је вајар Радослав Симић.
Споменик је изливен у ливници „Јеремић” у Београду, а његово подизање помогао је ФК Црвена звезда.
Рајко Митић био је југословенски фудбалер. Играо је за београдски БСК и Црвену звезду, у којој се прославио. За „црвено-беле” је одиграо око 580 утакмица, био капитен тог тима и проглашен је за прву „Звездину звезду”. Играо је на позицији десне „полутке”. Рођен је у белопаланачком селу Дол.
Реплика овог споменика направљена је и постављена у Београду испред Стадиона Црвене звезде.